# Beravci
Beravci is een plaats in de gemeente Velika Kopanica in de Kroatische provincie Brod-Posavina. De plaats telt 964 inwoners (2001).